# Katharine Cook Briggsová
Katharine Cook Briggsová (3. ledna 1875 – 1968) byla společně se svou dcerou Isabel Briggsovou Myersovou spolutvůrkyní soupisu osobnostních typů známého jako Myers-Briggs Type Indicator (MBTI).

## Mládí

### Rodinný život
Katharine Cook Briggsová se v roce 1875 narodila do rodiny, jež podporovala rovnoprávnost žen ve vzdělávání. Její otec byl na fakultě na Michiganské státní univerzitě, tehdy známé jako Michigan Agricultural College. Poté, co Katharine absolvovala vysokou školu, vzala si Lymana Briggse, fyzika a ředitele Bureau of Standards ve Washingtonu, D.C.
Dne 18. října 1897 se Katharine a Lymanovi narodilo jediné dítě, které přežilo své dětství: Isabel Briggsová Myersová. Mezitím co Isabel vyrůstala, Briggsová vyvinula mnoho teorií o správném způsobu, jak vychovávat dítě. Katharine odebrala Isabel z tradičního vzdělání, vzala ji domů a vyzvala, aby četla a psala na jakékoli téma zájmu.
Katharinin zájem o osobnostní typy vzrostl, když se její dcera setkala s mužem, kterého si později také vzala, tedy s Clarencem Myersem. Katharine totiž v Myersovi cítila odlišnost od zbytku rodiny. Aby si zachovala svůj vztah k dceři, snažila se Myerse pochopit prostřednictvím svých vědomostí o osobnostních typech.

### Vzdělání
Katharine Cook Briggsová byla učena doma vlastním otcem. Tvrdila, že si nemůže vybavit, kdo ji naučil psát, ale že ať to byl kdokoli, psaní ovládal jen slabě. Nikdy se nezúčastnila formální školy, teprve když ve čtrnácti odešla na vysokou školu. Získala vysokoškolský titul v zemědělství a stala se známou akademičkou v době, kdy se mylně věřilo, že příliš mnoho vzdělání u žen poškozuje jejich reprodukční schopnosti.
Po škole pracovala jako učitelka. Po celý život byla nadšenou čtenářkou a spisovatelkou.

## Katharinin výzkum
K. C. Briggsová sledovala údaje ze studií tehdejšího dětského vzdělávání a společenských vývojových teorií. Vytvořila dovednostní test pro děti. Viděla to jako klíč ke šťastné budoucnosti a dobrého žití dítěte. Její nejstarší výzkum ji v roce 1917 dovedl k určování čtyř hlavních osobnostních typů: rozjímavý typ, spontánní typ, vedoucí typ a společenský typ, které později vyvinula do termínů používaných v pozdějším MBTI, tzn. Ixxx, ExxP, ExTJ a ExFJ (viz MBTI). Nicméně, i když zkoumala díla různých filozofů, vědců a psychologů, nebyla schopna určit definitivní teorii typu, který měl zahrnovat všechny aspekty. Kvůli nedostatku poznatků se rozhodla začít rozlišovat typy dle vlastní teorie.

### Spisy
Psala eseje o výchově a vzdělávání dětí, věříc, že děti mají vrozenou zvědavost a že vzdělání je to, co tento přirozený instinkt pohání. Katharinin prvý zájem o osobnostní typy rozkvétal z jejích pokusů o psaní beletrií. Pro vytvoření bohatšího charakteru svých postav v beletriích se totiž pokoušela chápat podrobnosti o lidské osobnosti a chování. Její první dva články byly publikovány v časopisu New Republic. Oba pojednávaly o Jungově teorii. První byl publikován v roce 1926 ("Meet Yourself Using the Personality Paint Box") a druhý v roce 1928 ("Up From Barbarism").

### Isabelina účast
V roce 1923 Katharine narazila na práci Dr. Carla Junga a představila ji své dceři. Jeho teorie se zaměřovala na vrozené rozdíly mezi lidmi v ohledech na jejich rozhodování a příjem informací. Po přečtení knihy Dr. Junga, Psychological Types, Katharine upustila od tvorby své vlastní osobnostní teorie a hlouběji se soustředila na Jungovy myšlenky. Isabel, zpočátku nezaujatá typem výzkumu, změnila názor, když narazila na práci, která měla určovat vhodný typ povolání pro určité charaktery. Rozhodla se tedy vynaložit své úsilí společně s matkou. Katharine a Isabel byly silně ovlivněny Jungem a shodly se, že jeho myšlenky by mohly pomoci lidem lépe se rozhodovat v životě a vidět individuální rozdíly v pozitivním světle. S tímto začaly dvacetileté období pozorování osobnostních typů. Roku 1945 Katharine a Isabel, s pomocí Lymana Briggse, utvořili první posuzování studentů na George Washington Medical School. Udržujíc v paměti matčino rané dílo, Isabel během druhé světové války vytvořila test, který měl pomoci lidem určit vhodnou války týkající se práci.

## Katharinin a Isabelin odkaz
Po zbytek svého života byla Katharine Cook Briggsová oddaná pohánění myšlenek Dr. Junga kupředu a jejich uplatňování způsoby, které mohou dělat lidské životy lepšími. Isabel ukončila studie a se svými, matčinými i Jungovými postřehy byla schopná započít vytváření dotazníku k posouzení typu. Isabel strávila druhou polovinu svého života snahou splnit matčinu vizi. Katharine C. Briggsová byla především poháněcí silou a inspirací pro vytvoření MBTI a Isabel zase pracovní silou, která samotný fyzický test dokončila.

### Myers-Briggs Type Indicator
Katharine a její raný výzkum osobnostních typů byl pomůckou k vytvoření jednoho z nejznámějšího a nejpoužívanějšího osobnostního nástroje, tedy Myers-Briggs Type Indicator neboli MBTI. V současné době je využíván v oblastech jak ve všeobecném tak výkonném vývoji a rodinném poradenství. Odhaduje se, že od doby, kdy byl v roce 1962 zařazen mezi Kolekci testů Educational Testing Service, MBTI využívá přes 50 milionů lidí.
Podle MBTI se každý osobnostní typ skládá ze čtyř kategorií, z toho každá kategorie je jeden pár schopností. Katharine a Isabel tvrdí, že každý člověk zapadá do jedné z šestnácti možných kombinací osobnostních typů, se svou dominantní schopností z každého páru vpředu v každé ze čtyř kategorií.
Rámec testu se jen zřídka změnil od doby, kdy jej Briggsová s Myersovou poprvé vyvinuly. MBTI je některými kritizován za skutečnost, že jej Katharine Cook Briggsová vyvinula ve svém domě před provedením rozsáhlejšího vědeckého výzkumu, namísto toho, aby tomu bylo naopak.